# باز وارن
باز وارن (بالإنجليزية: Buzz Warren)‏ هو لاعب كرة قدم أمريكية أمريكي، ولد في 13 أغسطس 1916 في بروفو في الولايات المتحدة، وتوفي في 24 مايو 1986 في فالنسيا، سانتا كلاريتا، كاليفورنيا في الولايات المتحدة.

## وصلات خارجية
- باز وارن على موقع مرجع كرة القدم المحترفة.كوم (الإنجليزية)